# Dolmen de Mané-Brisil
Le dolmen de Mané-Brisil (Mané-Brizil) est un dolmen situé à Carnac, dans le Morbihan en France.

## Historique
Le dolmen a été fouillé en 1850 par Kerenflec'h sans résultat connu. Lukis en a réalisé un relevé topographique en 1866-1867. Le dolmen a été restauré par Zacharie Le Rouzic en 1925. Le dolmen est classé au titre des monuments historiques par arrêté du 10 mai 1926.

## Description
L'édifice est un dolmen à couloir ouvrant à l'est-sud-est. Les parois sont constituées d'une alternance de petites dalles et de murets. Le couloir mesure 3 m de long, il est recouvert de trois dalles. La chambre mesure 3,50 m sur 3,50 m, elle était probablement recouverte par encorbellement. Les vestiges d'un tumulus circulaire sont encore visibles.
Le petit matériel archéologique qui y a été découvert (fragments de poterie, éclats de silex) est conservé au Musée de Préhistoire de Carnac.